# Gonzalo Valle
Gonzalo Roberto Valle Bustamante (Riobamba, 28 febbraio 1996) è un calciatore ecuadoriano, portiere del LDU Quito e della nazionale ecuadoriana.

## Carriera

### Nazionale
Nel 2015 è stato convocato dalla nazionale Under-20 ecuadoriana per il campionato sudamericano di categoria.
Ha esordito con la nazionale ecuadoriana il 5 giugno 2025, in occasione della partita di qualificazione al Mondiale 2026 pareggiata per 0-0 contro il Brasile, mettendosi in mostra con numerose parate.

## Statistiche

### Presenze e reti nei club
Statistiche aggiornate al 7 giugno 2025.
| Stagione              | Squadra               | Campionato            | Campionato | Campionato | Coppe nazionali | Coppe nazionali | Coppe nazionali | Coppe continentali | Coppe continentali | Coppe continentali | Altre coppe | Altre coppe | Altre coppe | Totale | Totale |
| Stagione              | Squadra               | Comp                  | Pres       | Reti       | Comp            | Pres            | Reti            | Comp               | Pres               | Reti               | Comp        | Pres        | Reti        | Pres   | Reti   |
| --------------------- | --------------------- | --------------------- | ---------- | ---------- | --------------- | --------------- | --------------- | ------------------ | ------------------ | ------------------ | ----------- | ----------- | ----------- | ------ | ------ |
| 2017                  | Guayaquil City        | A                     | 12         | -17        | -               | -               | -               | -                  | -                  | -                  | -           | -           | -           | 12     | -17    |
| 2018                  | Guayaquil City        | A                     | 5          | -6         | -               | -               | -               | -                  | -                  | -                  | -           | -           | -           | 5      | -6     |
| 2019                  | Guayaquil City        | A                     | 17         | -25        | CE              | 0               | 0               | -                  | -                  | -                  | -           | -           | -           | 17     | -25    |
| 2020                  | Guayaquil City        | A                     | 7          | -8         | -               | -               | -               | -                  | -                  | -                  | -           | -           | -           | 7      | -8     |
| 2021                  | Guayaquil City        | A                     | 13         | -21        | -               | -               | -               | CS                 | 1                  | -2                 | -           | -           | -           | 14     | -23    |
| 2022                  | Guayaquil City        | A                     | 29         | -35        | CE              | 0               | 0               | -                  | -                  | -                  | -           | -           | -           | 29     | -35    |
| 2023                  | Guayaquil City        | A                     | 28         | -42        | -               | -               | -               | -                  | -                  | -                  | -           | -           | -           | 28     | -42    |
| Totale Guayaquil City | Totale Guayaquil City | Totale Guayaquil City | 111        | -154       |                 | 0               | 0               |                    | 1                  | -2                 |             | -           | -           | 112    | -156   |
| 2024                  | LDU Quito             | A                     | 3          | -1         | CE              | 1               | 0               | CL+CS              | 0+2                | 0 + -5             | RS          | 0           | 0           | 6      | -6     |
| 2025                  | LDU Quito             | A                     | 1          | -1         | CE              | 0               | 0               | CL                 | 6                  | -4                 | SE          | 0           | 0           | 7      | -5     |
| Totale LDU Quito      | Totale LDU Quito      | Totale LDU Quito      | 4          | -2         |                 | 1               | 0               |                    | 8                  | -9                 |             | 0           | 0           | 13     | -11    |
| Totale carriera       | Totale carriera       | Totale carriera       | 115        | -156       |                 | 1               | 0               |                    | 9                  | -11                |             | 0           | 0           | 125    | -167   |

### Cronologia presenze e reti in nazionale
| Cronologia completa delle presenze e delle reti in nazionale ― Ecuador | Cronologia completa delle presenze e delle reti in nazionale ― Ecuador | Cronologia completa delle presenze e delle reti in nazionale ― Ecuador | Cronologia completa delle presenze e delle reti in nazionale ― Ecuador | Cronologia completa delle presenze e delle reti in nazionale ― Ecuador | Cronologia completa delle presenze e delle reti in nazionale ― Ecuador | Cronologia completa delle presenze e delle reti in nazionale ― Ecuador | Cronologia completa delle presenze e delle reti in nazionale ― Ecuador |
| Data                                                                   | Città                                                                  | In casa                                                                | Risultato                                                              | Ospiti                                                                 | Competizione                                                           | Reti                                                                   | Note                                                                   |
| ---------------------------------------------------------------------- | ---------------------------------------------------------------------- | ---------------------------------------------------------------------- | ---------------------------------------------------------------------- | ---------------------------------------------------------------------- | ---------------------------------------------------------------------- | ---------------------------------------------------------------------- | ---------------------------------------------------------------------- |
| 5-6-2025                                                               | Guayaquil                                                              | Ecuador                                                                | 0 – 0                                                                  | Brasile                                                                | Qual. Mondiali 2026                                                    | -                                                                      |                                                                        |
| 10-6-2025                                                              | Lima                                                                   | Perù                                                                   | 0 – 0                                                                  | Ecuador                                                                | Qual. Mondiali 2026                                                    | -                                                                      |                                                                        |
| Totale                                                                 |                                                                        | Presenze                                                               | 2                                                                      |                                                                        | Reti                                                                   | 0                                                                      |                                                                        |

## Palmarès

### Club

#### Competizioni nazionali
- Campionato ecuadoriano: 1

LDU Quito: 2024
- Supercoppa ecuadoriana: 1

LDU Quito: 2025